# Ministr dominií Spojeného království
Ministr pro záležitosti dominií Spojeného království (Secretary of State for Dominion Affairs) byla funkce ve vládě Spojeného království zaměřená na vztahy s tehdejšími britskými dominii - Kanadou, Austrálií, Novým Zélandem, Jižní Afrikou, Newfoundlandem, Irským svobodným státem a samosprávnou korunní kolonií Jižní Rhodesie. Jednalo se o zámořská území s vlastním parlamentním systémem, zatímco kolonie řízené přímo z Londýna spadaly nadále pod ministerstvo kolonií (s výjimkou Indie, která měla již od poloviny 19. století vlastní ministerstvo). Funkce ministra dominií byla vytvořena roku 1925 a zpočátku byli ministři dominií zároveň ministry kolonií. Toto opatření skončilo roku 1930, přestože se tak stalo ještě na dvě krátká období v roce 1931 a 1938-1939. Roku 1947 byl název funkce změněn na ministra pro vztahy v Commonwealthu. Vykonavatelé úřadu obvykle byli členy kabinetu. Nejdéle sloužícím ministrem dominií byl James Henry Thomas.

## Seznam ministrů
| Portrét                              | Portrét            | Jméno (životní data)                               | Ve funkci          | Ve funkci          | Strana                       | Vláda                                        |
| Portrét                              | Portrét            | Jméno (životní data)                               | Od                 | Do                 | Strana                       | Vláda                                        |
| ------------------------------------ | ------------------ | -------------------------------------------------- | ------------------ | ------------------ | ---------------------------- | -------------------------------------------- |
|                                      |                    | Leo Amery (1873-1955)                              | ‪11. června‬ 1925    | ‪4. června‬ 1929     | Konzervativní strana         | Baldwin II                                   |
|                                      |                    | Sidney Webb, 1. baron Passfield (1859-1947)        | ‪7. června‬ 1929     | ‪5. června‬ 1930     | Labouristická strana         | MacDonald II                                 |
|                                      |                    | James Henry Thomas (1874-1949)                     | 5. června 1930     | 22. listopadu 1935 | Labouristická strana         | MacDonald II                                 |
|                                      | Národní labouristé | James Henry Thomas (1874-1949)                     | 5. června 1930     | 22. listopadu 1935 | Národní I (N.Lab.-Kon.-Lib.) |                                              |
| Národní II (Kon.-N.Lab.-Lib.-Lib.N.) | Národní labouristé | James Henry Thomas (1874-1949)                     | 5. června 1930     | 22. listopadu 1935 |                              |                                              |
|                                      |                    | Malcolm MacDonald (1901-1981)                      | ‪22. listopadu‬ 1935 | ‪16. května‬ 1938    | Národní labouristé           | Národní III (Kon.-Lib.N.-N.Lab.)             |
| Národní IV (Kon.-Lib.N.-N.Lab.)      |                    | Malcolm MacDonald (1901-1981)                      | ‪22. listopadu‬ 1935 | ‪16. května‬ 1938    | Národní labouristé           |                                              |
|                                      |                    | Edward Stanley, Lord Stanley (1894-1938)           | ‪16. května‬ 1938    | ‪16. října‬ 1938     | Konzervativní strana         |                                              |
|                                      |                    | Malcolm MacDonald (1901-1981)                      | ‪16. října‬ 1938     | ‪29. ledna‬ 1939     | Národní labouristé           |                                              |
|                                      |                    | Sir Thomas Inskip (1876-1947)                      | ‪29. ledna‬ 1939     | ‪3. září‬ 1939       | Konzervativní strana         |                                              |
|                                      |                    | Anthony Eden (1897-1977)                           | ‪3. září‬ 1939       | ‪14. května‬ 1940    | Konzervativní strana         | Chamberlainova válečná (Kon.-Lib.N.-N.Lab.)  |
|                                      |                    | Thomas Inskip, 1. vikomt Caldecote (1876-1947)     | ‪14. května‬ 1940    | ‪3. října‬ 1940      | Konzervativní strana         | Churchillova válečná (Kon.-Lab.-Lib.N.-Lib.) |
|                                      |                    | Robert Cecil, vikomt Cranborne (1893-1972)         | ‪3. října‬ 1940      | ‪19. února‬ 1942     | Konzervativní strana         | Churchillova válečná (Kon.-Lab.-Lib.N.-Lib.) |
|                                      |                    | Clement Attlee (1883-1967)                         | ‪19. února‬ 1942     | ‪24. září‬ 1943      | Labouristická strana         | Churchillova válečná (Kon.-Lab.-Lib.N.-Lib.) |
|                                      |                    | Robert Cecil, vikomt Cranborne (1893-1972)         | ‪24. září‬ 1943      | ‪26. července‬ 1945  | Konzervativní strana         | Churchillova válečná (Kon.-Lab.-Lib.N.-Lib.) |
| Churchillova přechodná (Kon.-Lib.N.) |                    | Robert Cecil, vikomt Cranborne (1893-1972)         | ‪24. září‬ 1943      | ‪26. července‬ 1945  | Konzervativní strana         |                                              |
|                                      |                    | Christopher Addison, 1. vikomt Addison (1869-1951) | ‪26. července‬ 1945  | ‪7. července‬ 1947   | Labouristická strana         | Attlee I                                     |